# Wittman Regional Airport

i7
i11
i13
Der Wittman Regional Airport ist ein Regionalflughafen im Winnebago County im US-amerikanischen Wisconsin. Er liegt 3,5 km südlich der Innenstadt von Oshkosh. Ein großer Teil des südlichen Geländes befindet sich auf dem Gebiet der Stadt Nekimi. Unmittelbar westlich des Flughafens liegt das EAA Aviation Museum mit dem privaten Flugplatz Pioneer Airport. Der Wittman Regional Airport wurde 1972 nach dem Piloten Flugzeugkonstrukteur Steve Wittman benannt. Ursprünglich Winnebago County Airport genannt, wurde der Name Steve Wittman Field bereits 1968 vorgeschlagen.

## Geschichte
Richard Lutz, A.W. Leupold, A.H. March und Francis Lamb gründeten am 11. Oktober 1927 die Oshkosh Airport Inc., um den Oshkosh Airport zu betreiben. Am 15. Dezember 1928 landete das erste Luftpostflugzeug der Northwest Airways auf dem dreißig Hektar großen Gelände. Steve Wittman wurde am 31. März 1931 der Leiter des Flugplatzes und behielt diese Position für 38 Jahre. Am 22. Oktober wurde der bis zu diesem Zeitpunkt auf eine Fläche von fünfzig Hektar angewachsene Flughafen an das Winnebago County verkauft. Im Jahr 1948 belegte der Platz rund 120 Hektar und verfügte über vier befestigte Start- und Landebahnen. Seit 1970 ist der Flughafen Veranstaltungsort des EAA AirVenture und wird dadurch jährlich zum verkehrsreichsten Flughafen der Welt.
In seiner Geschichte wurde der Flughafen von verschiedenen Fluggesellschaften wie Wisconsin Central Airlines, North Central, Republic Airlines, Air Wisconsin, American Central, Midstate Airlines, Northwest Airlink, United Express, Midway Connection, Skyway Airlines und Great Lakes Airlines angeflogen. Bis 1980 war der Wittman Regional Airport das Luftfahrt-Drehkreuz des nordöstlichen Wisconsin. Bis zum März 2003 wurde der Betrieb durch das Essential-Air-Service-Programm der US-amerikanischen Bundesregierung gefördert.

## Flughafenanlagen
Die Fläche des Flughafengeländes beträgt 563 Hektar.

### Rollfeld, Start- und Landebahnen
Das Start- und Landebahnsystem des Wittman Regional Airport besteht aus vier Bahnen.
| Bezeichnung | Maße in Metern | Belag   |
| ----------- | -------------- | ------- |
| 18/36       | 2439 × 46      | Beton   |
| 9/27        | 1833 × 46      | Beton   |
| 5/23        | 1127 × 23      | Asphalt |
| 13/31       | 933 × 23       | Beton   |

Während des EAA AirVenture werden zwei weitere Bahnen temporär in Betrieb genommen, um das hohe Flugaufkommen bewältigen zu können.
- Ein Teil der Rollbahn A auf der Ostseite der Bahn 18/36 wird zur Bahn 18L/36R. Die Bahn 18/36 trägt in dieser Zeit die Bezeichnung 18R/36L und wird auf 2042 Meter verkürzt.
- Eine kleine Graspiste mit den Maßen 366 Meter × 30 Meter am südlichen Ende des Flughafens wird für Ultraleichtflugzeuge aktiviert.[5][6]
- Die Bahnen 5/23 und 13/31 werden während der Veranstaltung geschlossen.[6]

In den Jahren 2015 und 2016 wurde die fünfzig Jahre alte Rollbahn B komplett neu betoniert und mit LED-Beleuchtung ausgerüstet.
Während der Ausarbeitung des Entwicklungsplans für das Jahr 2020 wurde die Schließung der Bahnen 5/23 und 13/31 geprüft.
Am 23. September 2019 bewilligte die Federal Aviation Administration rund 7,5 Millionen US-Dollar für die Renovierung der Rollbahnen. Damit sollte die Rollbahn A größtenteils erneuert werden. Aufgrund der Absage des EAA AirVenture 2020 konnte das Projekt zum Ende des Jahres 2020 abgeschlossen werden.

### Tower
Der erste Tower wurde im Jahr 1967 in Betrieb genommen. Im Jahr 2007 wurde ein mehr als doppelt so hoher, neuer Tower gebaut. Der alte Tower wurde im April 2009 abgerissen.

### Terminals
Am 16. Juli 2020 wurde begonnen, das alte GAT (General Aviation Terminal) und das alte, in den Jahren 1958 bzw. 1971 gebaute Fluglinienterminal durch ein modernes GAT zu ersetzen. Hauptgründe sind die hohen Wartungskosten von zwei Gebäuden und die Tatsache, dass der Flughafen aufgrund der Nähe zum Appleton International Airport keinen Liniendienst mehr aufnehmen wird. Das neue Terminal soll im Juli 2021 rechtzeitig zum EAA AirVenture 2021 in Betrieb gehen.

### Flugschulen
Der Flughafen beherbergt drei Flugschulen – Aviation Services, Discover Flight und die Flugschule des Fox Valley Technical Colleges. Des Weiteren biete die Experimental Aircraft Association Kurse und Fliegerlager für ihre Mitglieder an.

### Experimental Aircraft Association
Die EAA besitzt einen Hangar auf dem Flughafengelände, in dem Wartungen, Überholungen und Restaurierungen ihrer Flugzeug wie Bell 47, Ford Trimotor, North American B-25, Cessna 162 und Boeing B-17 durchgeführt werden.

## Zwischenfälle
- Am 29. Juni 1972 kollidierte eine Convair CV-580 der US-amerikanischen North Central Airlines (N90858) mit einer de Havilland Canada DHC-6 Twin Otter der Air Wisconsin (N4043B). Beide Maschinen stürzten in den Lake Winnebago fünf Kilometer östlich von Neenah. Alle fünf Insassen der Convair (drei Besatzungsmitglieder und zwei Passagiere) sowie alle acht Insassen der Twin Otter (zwei Besatzungsmitglieder und sechs Passagiere) kamen bei dem Unfall ums Leben.[14] Die Kollision ereignete sich in einer Höhe von 2500 Fuß an einem meist klaren, aber diesigen Spätvormittag, als sich die CV-580 aus Green Bay kommend dem Wittman Regional Airport näherte. Das Air-Wisconsin-Flugzeug befand sich auf dem Weg von Sheboygan nach Appleton und beide Maschinen flogen nach Sichtflugregeln.[15][16][17]

## EAA AirVenture
Der Flughafen ist Veranstaltungsort für die jährliche Flugshow EAA AirVenture Oshkosh, das von der Experimental Aircraft Association veranstaltet wird. Während der Woche der Veranstaltung gilt der Wittman Regional Airport als der verkehrsreichste Flughafen der Welt.

## Galerie

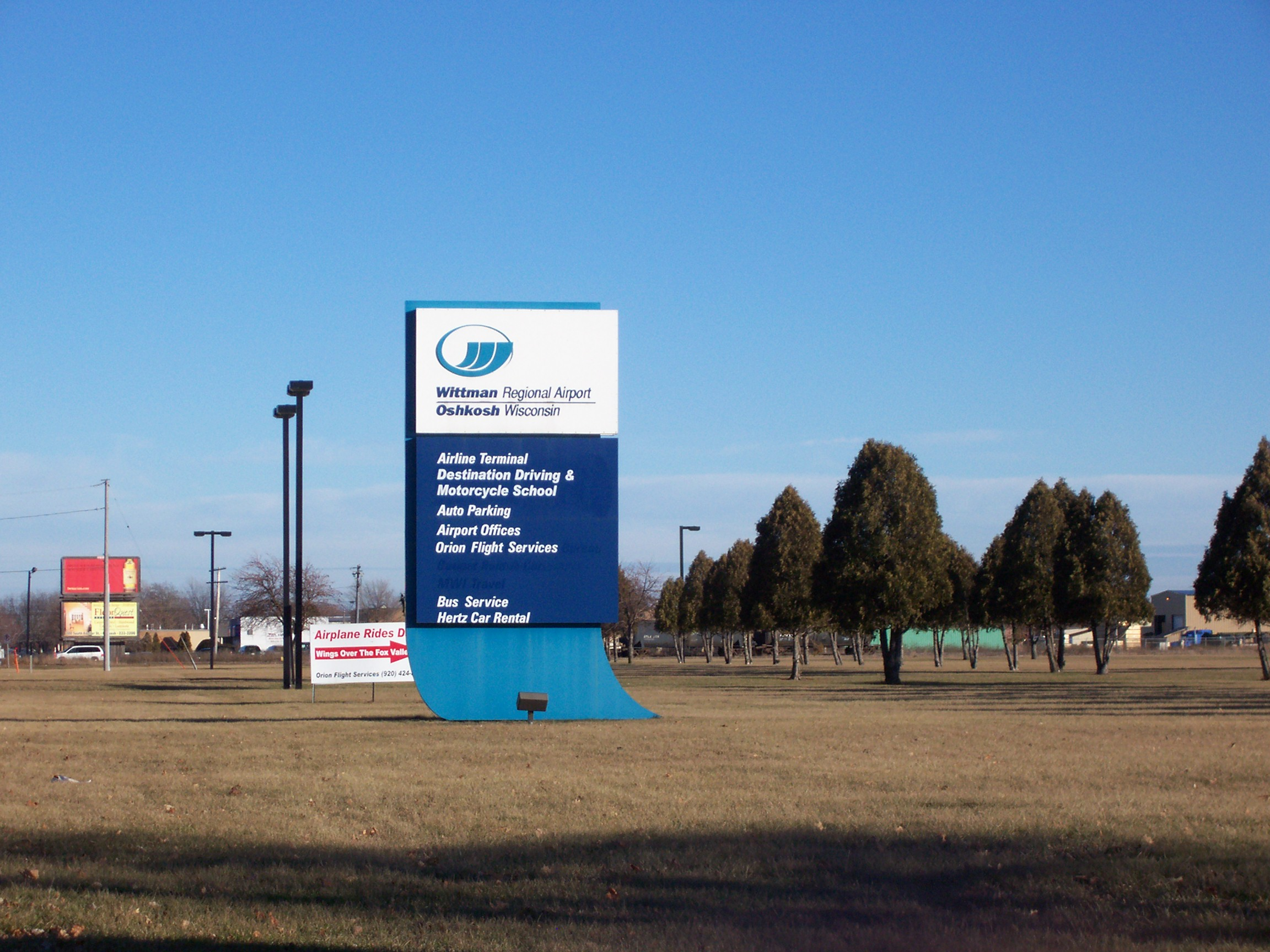
Hinweisschild vor dem Passagierterminal
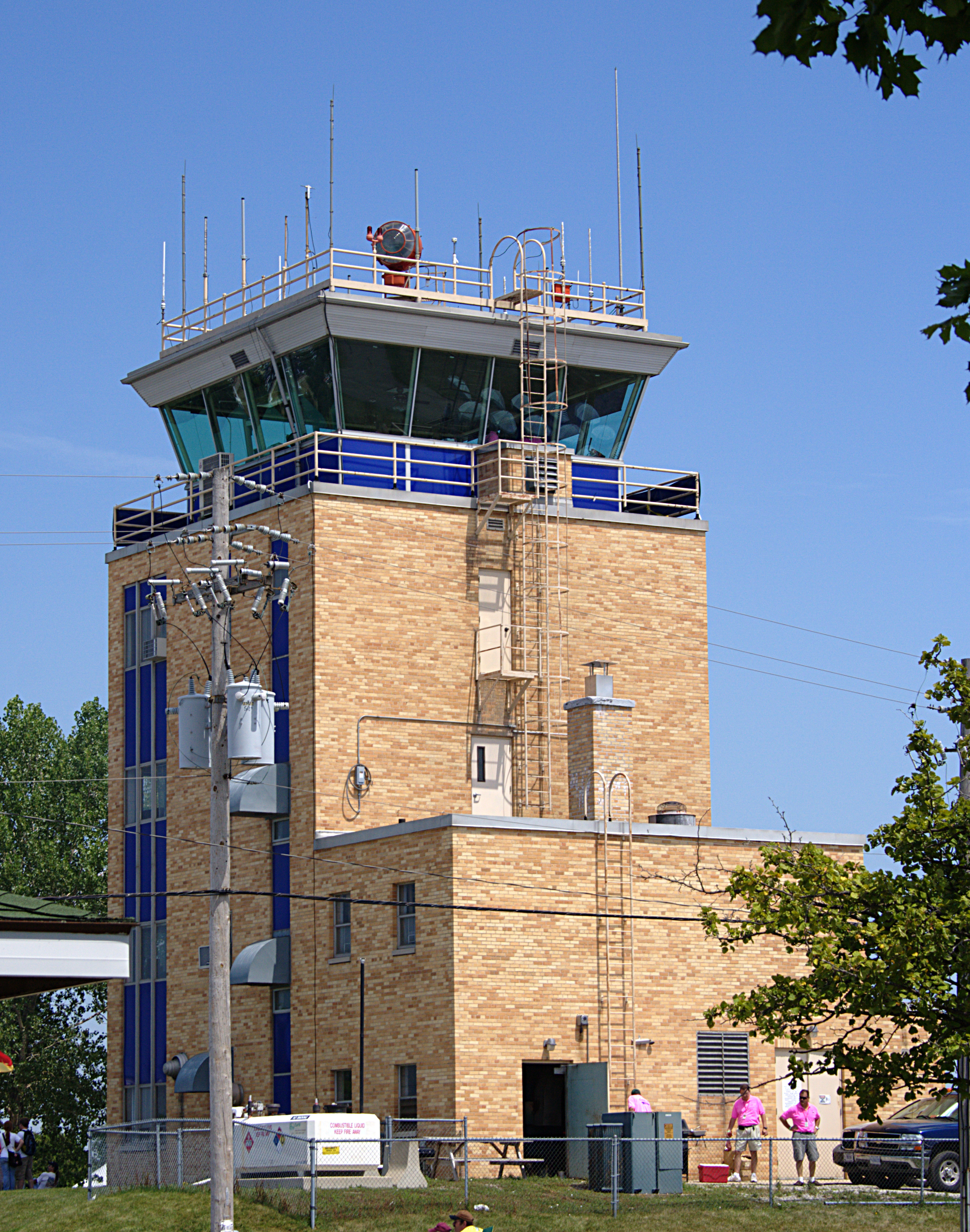
Alter Tower
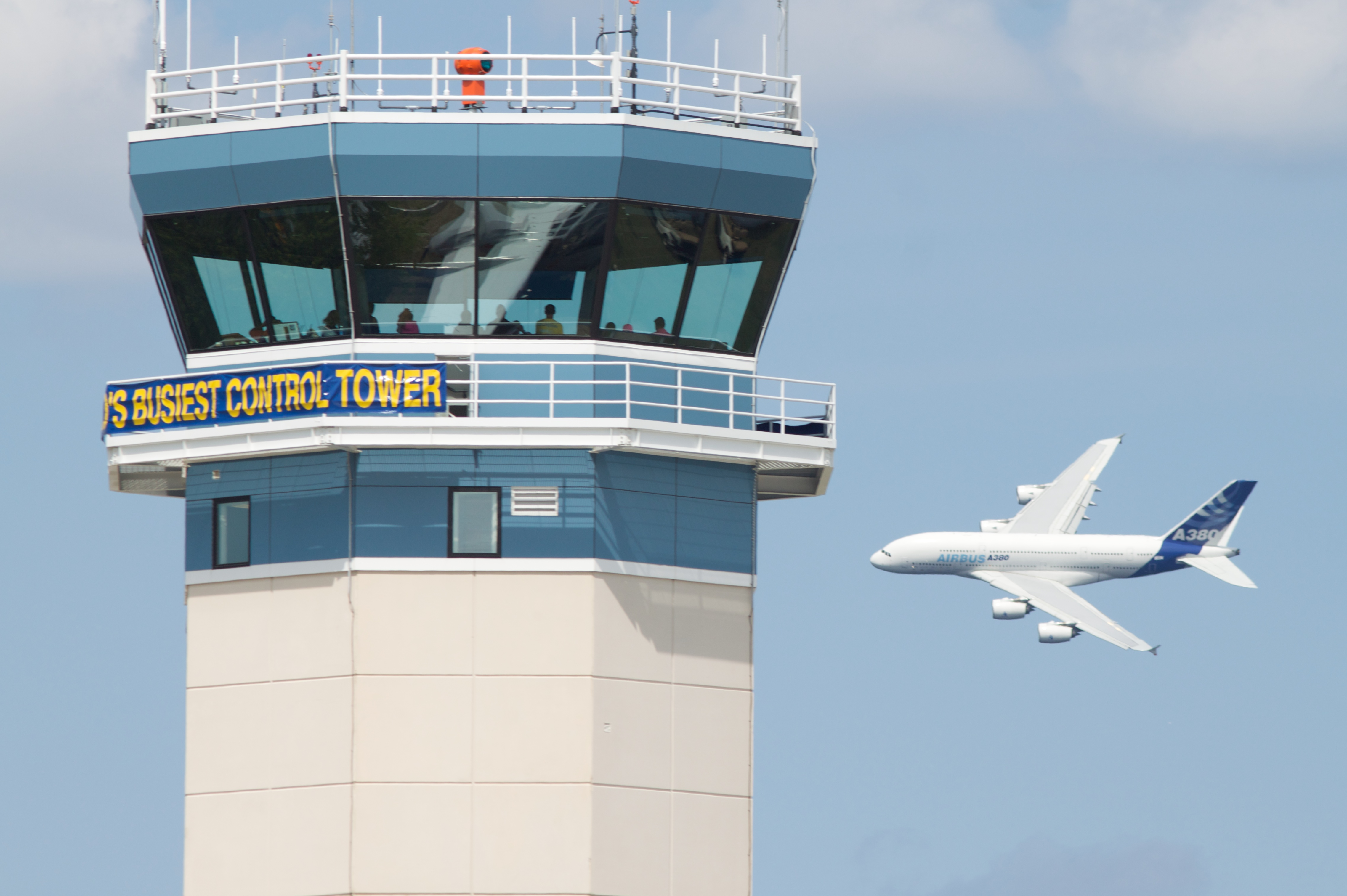
Neuer Tower
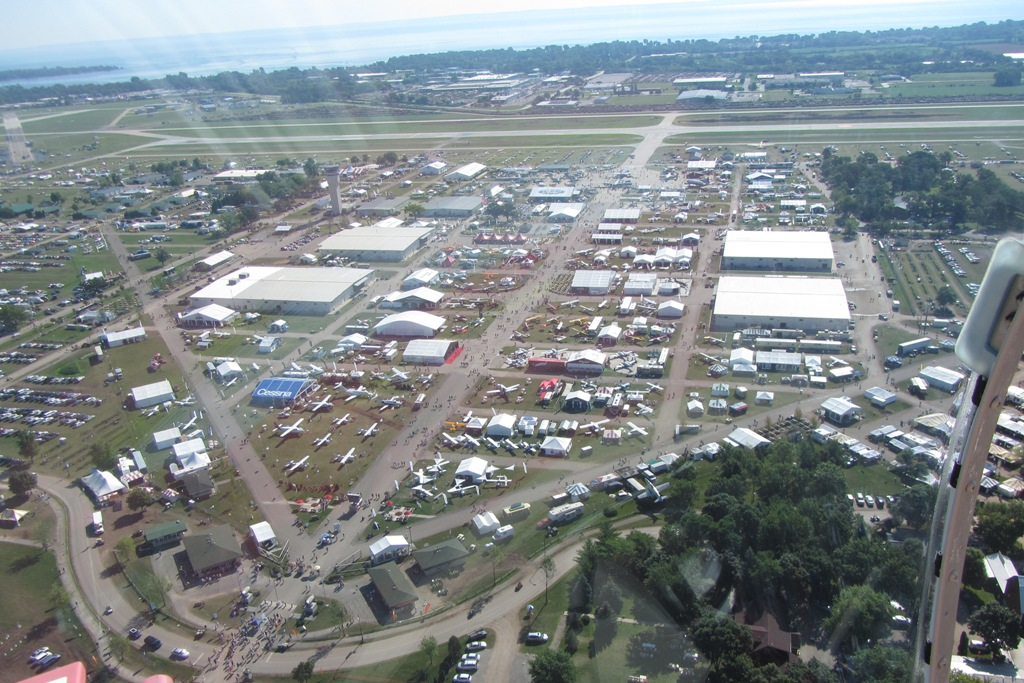
EAA Airventure 2011